# ماورا حسين
ماورا حسين هي ممثلة باكستانية ولدت في 28 سبتمبر 1992.

## روابط خارجية
- ماورا حسين على موقع IMDb (الإنجليزية)
- ماورا حسين على موقع قاعدة بيانات الفيلم (الإنجليزية)